# Fédération internationale de football association
Pour les articles homonymes, voir FIFA (homonymie).

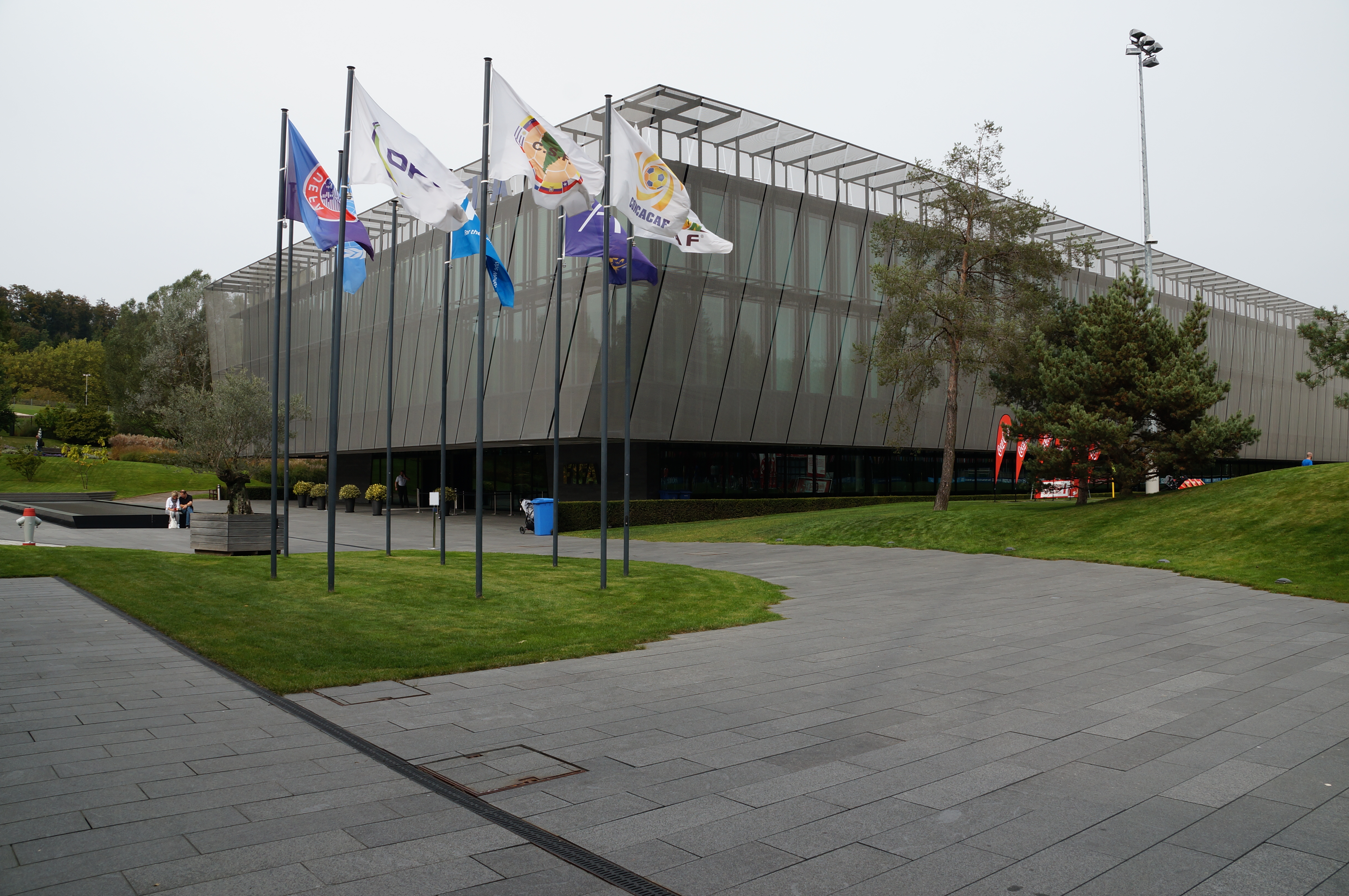
Siège de la FIFA à Zurich en Suisse.

La Fédération internationale de football association (souvent désignée par l'acronyme FIFA) est la fédération sportive internationale du football, du futsal et du beach soccer. Fondée le 21 mai 1904 à Paris, cette association des fédérations nationales a pour vocation de gérer et de développer le football dans le monde. Le terme Football Association (en anglais : association football) est l'appellation originelle utilisée pour distinguer ce sport des autres variantes de football qui se développent à la même époque.
Fondée par les fédérations de Belgique, du Danemark, d'Espagne, de France, des Pays-Bas, de Suède et de Suisse, elle compte, au 13 mai 2016, 211 associations nationales affiliées à travers le monde, qui doivent être reconnues par l'une des six confédérations continentales. Son siège est situé depuis 1932 à Zurich, en Suisse.
Bien qu'étant officiellement une association à but non lucratif, la FIFA génère un chiffre d'affaires très important du fait de l'organisation des compétitions et de leur sponsoring. En 2013, son chiffre d'affaires fut de 1,3 milliard de dollars ; ses réserves sont évaluées à 1,4 milliard de dollars. La FIFA est chargée de l'organisation des grands tournois mondiaux, et notamment des Coupes du monde masculines, depuis le 13 juillet 1930, et féminines, depuis le 30 novembre 1991.
Après plusieurs années de rumeurs et d'enquêtes de journalistes sur les affaires financières au sein de la FIFA, une enquête lancée par le département de la Justice des États-Unis pour des faits de corruption aboutit à un grand scandale en 2015, à la suite duquel le président Sepp Blatter, le 2 juin 2015, trois jours après sa réélection pour un cinquième mandat, annonce qu'il convoque un congrès extraordinaire, prévu en février 2016, afin de remettre son mandat de président à disposition. Le 8 octobre 2015, la commission d'éthique de la FIFA suspend Sepp Blatter de manière provisoire, pendant 90 jours. Le 21 décembre 2015, la commission suspend Sepp Blatter pour 8 ans. Cette suspension est ramenée à six ans le 24 février 2016, peu avant l'élection de son successeur, Gianni Infantino, le 26 février 2016.

## Histoire
La FIFA est fondée le 21 mai 1904 à Paris au 229, rue Saint-Honoré dans les locaux de l'Union des sociétés françaises de sports athlétiques (USFSA), sous l'impulsion de Robert Guérin, secrétaire du comité football de l'USFSA. Les membres fondateurs sont : les Pays-Bas, la Belgique, la Suède, le Danemark, la Suisse, l'Espagne (représenté par le Real Madrid Club de Fútbol à l'époque ; la Fédération royale espagnole de football n'a été créée qu'en 1913) et la France.

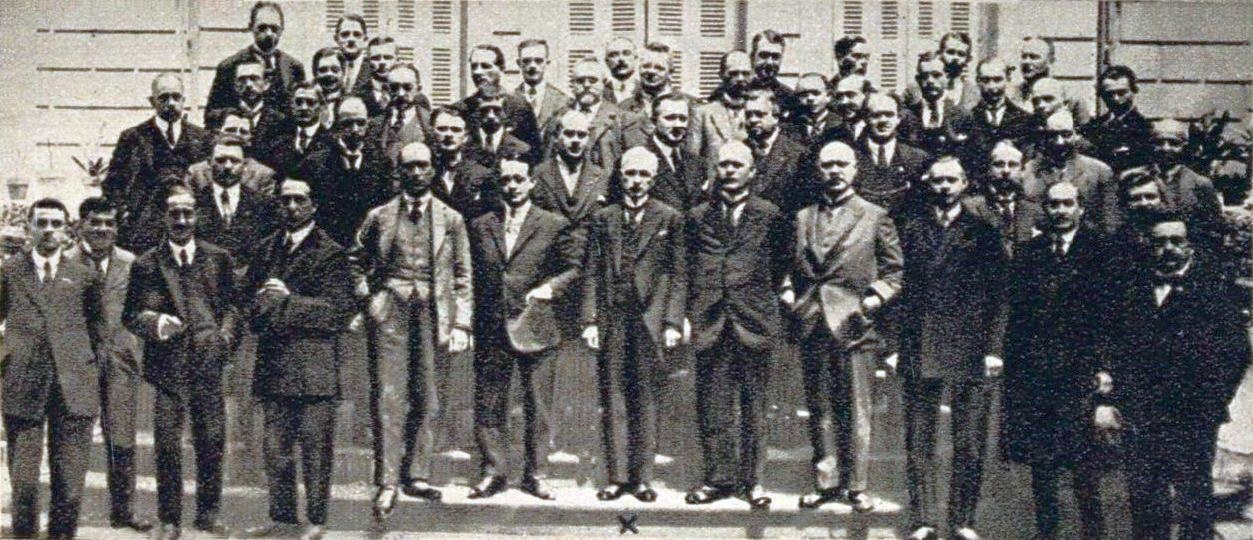
Le congrès de la FIFA en mai 1923 (une croix : Jules Rimet).

Un an plus tard, l'Allemagne, l'Italie, l'Autriche et la Hongrie rejoignent la FIFA. Les Britanniques refusent d'abord d'être membres mais rejoignent finalement la FIFA quelques mois plus tard. S'engage alors un bras de fer entre l’USFSA française et la Football Association anglaise. La première est fondatrice de la FIFA et violemment hostile au professionnalisme. La seconde a donné son feu vert aux professionnels dès 1885. Le débat ne se fait pas sur cette question, mais sur l'interprétation des textes fondateurs de la FIFA, qui n'acceptent qu'une fédération et une seule, par nation. C'est la stratégie voulue par l’USFSA afin d'éliminer les ligues concurrentes françaises. N'étant pas reconnues par la FIFA, ces fédérations sont interdites de matchs internationaux. Ainsi, l'USFSA demanda à la FA de ne présenter qu'une seule fédération à la candidature à la FIFA pour représenter tout le Royaume-Uni, et non les quatre fédérations (Angleterre, Écosse, Pays de Galles et Irlande du Nord) qui demandent leur adhésion à la FIFA au même moment. Un vote des membres fondateurs tranche la question ; la France est mise en minorité. Vexés, les Français claquent la porte et l’USFSA quitte la FIFA. La France ne reste pas longtemps hors du giron de la FIFA et c'est le Comité français interfédéral, principal concurrent de l'USFSA, qui la rejoint. L'USFSA se retrouve alors dans la situation d'arroseur arrosé, car sa position hors de l'organisation l'a marginalisée.
La Coupe du monde, compétition majeure de la FIFA, est créée en 1928 par Jules Rimet, alors président de la fédération internationale. Enchanté par le spectacle donné par l'équipe d'Uruguay aux Jeux olympiques de 1924, Rimet rêve alors d'un véritable championnat du monde de football et travaille à sa mise en place. La création du Championnat du monde de football association est entérinée le 28 mai 1928 lors du congrès de la FIFA à Amsterdam, et la première édition du tournoi est planifiée en 1930. L'Uruguay, qui fête son centenaire en 1930 et dont l'équipe de football est double championne olympique, est choisi en 1929 pour accueillir l'organisation du premier rendez-vous mondial un an plus tard. Le trophée, intitulé à l'origine Coupe du monde de football association, est rebaptisé en 1946 Coupe Jules-Rimet. La Coupe Jules-Rimet prend définitivement la route du Brésil après son troisième titre mondial en 1970, comme le prévoit le règlement. Un nouveau trophée, nommé FIFA World Cup, est donc forgé pour l'édition 1974. La généralisation de l'expression « FIFA World Cup » qui en découle est plus récente. Jusqu'en 1990, il est en effet d'usage que la compétition adopte le langage local : Weltmeisterschaft en Allemagne (1974), Mundial en Argentine (1978), Espagne (1982) et Mexique (1986) puis Mondiale en Italie en 1990. Le crochet par les États-Unis met à mal cette tradition linguistique, et l'appellation « FIFA World Cup », qui est une marque déposée, devient ensuite générique.

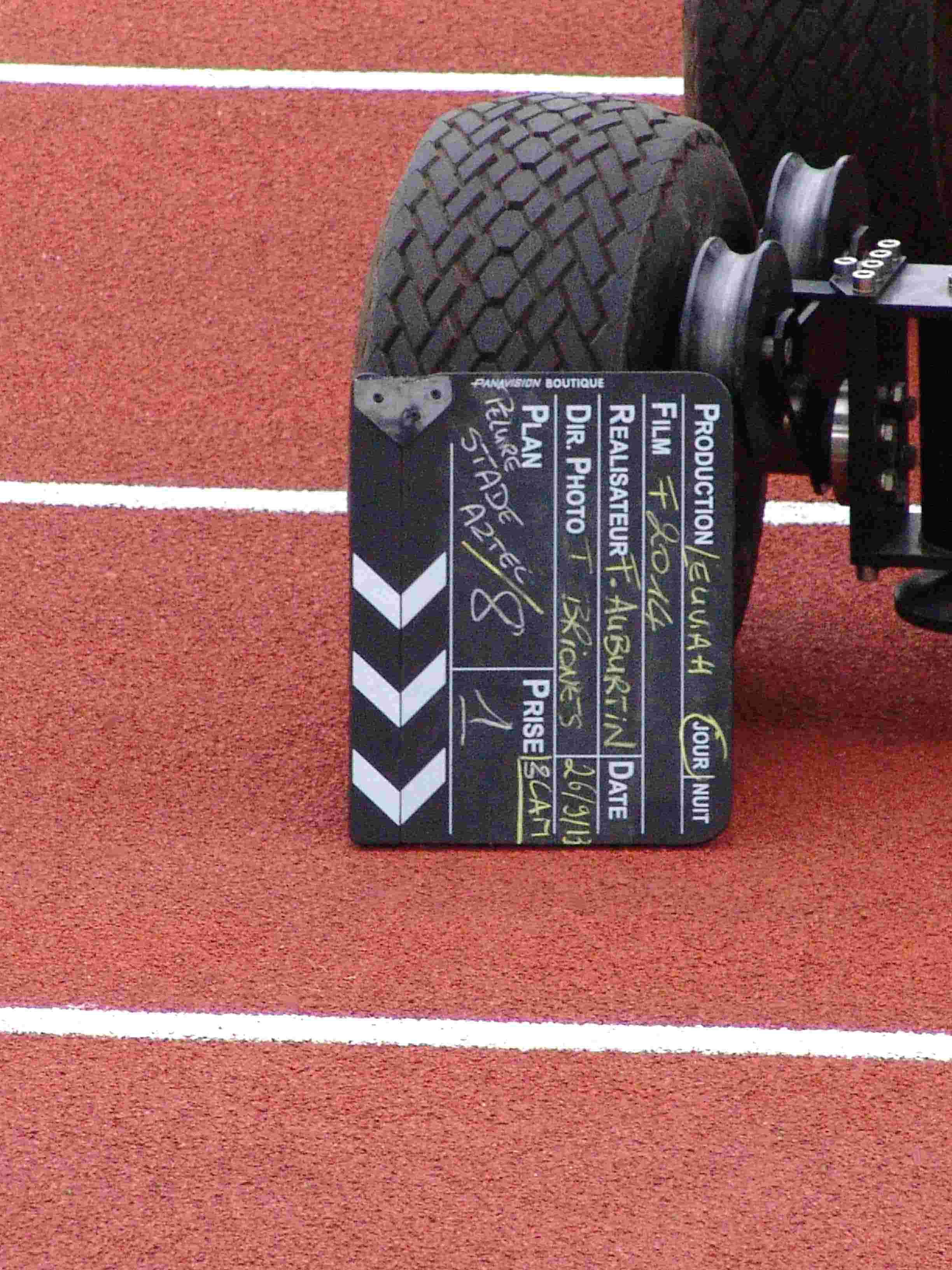
United Passions, film sur l'histoire de la FIFA avec Gérard Depardieu, clap du tournage au Stade Charléty, Paris.

La FIFA déménage à Zurich en 1932 en raison du statut de la Suisse et des graves soucis financiers de la Fédération depuis le krach boursier d’octobre 1929. Avec l'augmentation importante des sources de revenus (droits TV, publicités et produits sous licence principalement), la situation financière est aujourd'hui excellente.
Ainsi, la FIFA annonçait en avril 2004 qu'elle prévoit un bénéfice de 144 millions de dollars pour 1,64 milliard de dollars de revenus sur la période 2003-2006 (cycle de quatre ans incluant la Coupe du monde 2006). Elle a réalisé un bénéfice de 631 millions de dollars sur la période 2007-2010 (cycle incluant la coupe du monde en Afrique du Sud). En 2013, à l'orée de la coupe du monde au Brésil, les réserves de trésorerie de la FIFA se montaient à 1,4 milliard de dollars.
Fin 2020, la FIFA indique vouloir ouvrir un nouveau bureau opérationnel à Paris, afin de consolider les rapports avec la France et la francophonie.
Le 26 juillet 2025, c’est proche de Rabat, au Maroc, que la FIFA a inauguré son premier bureau régional en Afrique du Nord, cinq ans avant que le pays co-organise la Coupe du Monde avec l’Espagne et le Portugal.

## Organisation
Statutairement, la FIFA est régie par les dispositions des articles 60 et suivants du Code civil suisse sur les associations à but non lucratif. Elle rassemble 211 fédérations (nationales ou pas : cas du Royaume-Uni, par exemple). La dernière adhésion en date est celle du Kosovo le 13 mai 2016. Un certain flottement fut notable durant les vingt dernières années au niveau des adhésions. Les Féroé, danoises, ou certains DOM-TOM français reçurent l'autorisation de leur fédération d'origine (danoise, française) pour adhérer. Conscient des conséquences d'une telle politique (Catalogne, Pays basque, Québec…), la FIFA a décidé de mettre fin à ces pratiques. Elle n'acceptera désormais plus de nouveaux membres sans indépendance politique claire au préalable. Cette décision n'est évidemment pas rétroactive et les Féroé, Tahiti ou la Nouvelle-Calédonie conserveront leur statut actuel de même que l'Angleterre, l'Écosse, le pays de Galles et l'Irlande du Nord. Neuf États souverains (sur les 197 reconnus par l'ONU) ne sont pas membres de la FIFA : le Royaume-Uni, Monaco et le Vatican en Europe, les Kiribati, les États fédérés de Micronésie, les Îles Marshall, Nauru, les Palaos, et les Tuvalu, en Océanie. Tous ces États non-membres ont bien une équipe nationale de football parfois inactives,. Certains, tels les Tuvalu, cherchent à rejoindre la FIFA, mais peinent à remplir les conditions nécessaires en termes d'infrastructures.
A contrario, vingt-cinq associations membres de la FIFA ne représentent pas un État souverain membre à part entière de l'Organisation des Nations unies : Angleterre, Écosse, Pays de Galles, Irlande du Nord, Îles Féroé, Gibraltar et Kosovo en Europe, Îles Vierges américaines, Îles Vierges britanniques, Porto Rico, Aruba, Curaçao, Anguilla, Bermudes, Montserrat, Îles Caïmans et Îles Turques-et-Caïques au CONCACAF, Île Cook, Tahiti, Nouvelle-Calédonie et Samoa américaines en Océanie, et Taïwan, Hong-Kong, Macao et Guam en Asie.

La carte mondiale des six confédérations de la FIFA le 13 mai 2016 après l’intégration du Kosovo.

Afin de gérer au mieux le football au niveau continental, des confédérations ont vu le jour. On pourrait croire à une hiérarchie, mais ce n'est pas le cas. Les confédérations ont rang sur la FIFA quand il s'agit de problèmes internes au continent. Ainsi, la FIFA qui organise pourtant la Coupe du monde, n'est pas décisionnaire pour fixer les calendriers des préliminaires ni leur formule. La confédération sud-américaine est particulièrement sensible à ces problèmes, mais l'UEFA s'est également déjà illustrée dans le passé sur ce terrain. De même, elle n'a aucune emprise sur l'organisation de chaque fédération nationale. On évoquera ici l'éternel problème des calendriers que la FIFA n'est toujours pas parvenu à régler, faute de pouvoir forcer la main aux fédérations et autres confédérations, seules souveraines dans ce domaine.
- l'AFC pour l'Asie ;
- l'UEFA pour l'Europe ;
- la CAF pour l'Afrique ;
- la CONMEBOL pour l'Amérique du Sud ;
- l'OFC pour l'Océanie ;
- la CONCACAF pour l'Amérique du Nord, l'Amérique centrale et les Caraïbes.

En revanche, la situation est toute différente à propos des règles du jeu. Ici, pas de discussions, et le monde entier adopte le même jour les mêmes modifications du règlement. Sur ce point, la FIFA est inflexible. Les règles du football ne sont pas édictées par la seule FIFA, mais sont discutées et votées par une vieille institution britannique nommée International Football Association Board (IFAB). La FIFA y dispose de quatre voix tandis que les fédérations d'Angleterre, d'Écosse, du pays de Galles et d'Irlande du Nord y comptent une voix chacune.

## Distinctions
La FIFA désigne chaque année le Meilleur footballeur de l'année FIFA depuis 1991 et ce jusque 2009 pour les hommes et depuis 2001 pour les femmes. Entre 2010 et 2016, la FIFA a désigné en collaboration avec le magazine France Football, le FIFA Ballon d'or. Ce partenariat a pris fin en septembre 2016 et la FIFA a renommé son ancienne distinction en The Best - Joueur de la FIFA. Le prix sera remis pour la 1re fois en janvier 2017 pour récompenser le meilleur joueur de l'année écoulée.
Un classement des équipes nationales est perpétuellement effectué.
En marge de la création de la FIFA le 24 mai 1904, un match de gala opposa la France à l'Union saint-gilloise.
En 2004, la FIFA fête son centenaire et pour l'occasion est célébré un match entre l'équipe de France et l'équipe du Brésil le 20 mai 2004 au Stade de France qui se conclura par un match nul (0-0). Au cours du match, les joueurs des deux équipes portaient des répliques des tenues utilisées sur les terrains avant la Première Guerre mondiale.
Toujours à l'occasion de son centenaire en 2004, la FIFA a demandé à Pelé de dresser une liste des 100 meilleurs joueurs vivants. Pelé en a donné 125 : FIFA 100.

## Identité

Fond bleu avec le logo de la FIFA

### Drapeau
Le drapeau de la FIFA arbore un fond bleu avec le logo de l'organisation au centre. Il a été hissé pour la première fois lors de la cérémonie d'ouverture de la Coupe du Monde de la FIFA 2018 à Moscou, en Russie, et est utilisé depuis lors.

### Hymne (chants)
À l'instar de la Ligue des champions de l'UEFA, la FIFA a adopté un hymne composé par le compositeur allemand Franz Lambert depuis la Coupe du Monde de la FIFA 1994. Il a été réarrangé et produit par Rob May et Simon Hill,. L'hymne de la FIFA est joué au début des matchs et des tournois officiels de la FIFA tels que les matchs amicaux internationaux, la Coupe du Monde de la FIFA, la Coupe du Monde féminine de la FIFA, la Coupe du Monde des moins de 20 ans de la FIFA, la Coupe du Monde des moins de 17 ans de la FIFA, le football aux Jeux olympiques d'été, la Coupe du Monde féminine des moins de 20 ans de la FIFA, la Coupe du Monde féminine des moins de 17 ans de la FIFA, la Coupe du Monde de futsal de la FIFA, la Coupe du Monde de football de plage de la FIFA et la Coupe du Monde des clubs de la FIFA.
Depuis 2007, la FIFA exige également que la plupart de ses partenaires de diffusion utilisent de courts extraits incluant l'hymne au début et à la fin de la couverture des événements de la FIFA, ainsi que pour les séquences publicitaires, afin de promouvoir les sponsors de la FIFA. Cette pratique reproduit celle déjà utilisée lors d'autres événements internationaux de football tels que la Ligue des champions de l'UEFA. Des exceptions peuvent être faites pour des événements spécifiques ; par exemple, une pièce de musique africaine originale a été utilisée pour les séquences publicitaires lors de la Coupe du Monde de la FIFA 2010.

## Présidents de la FIFA

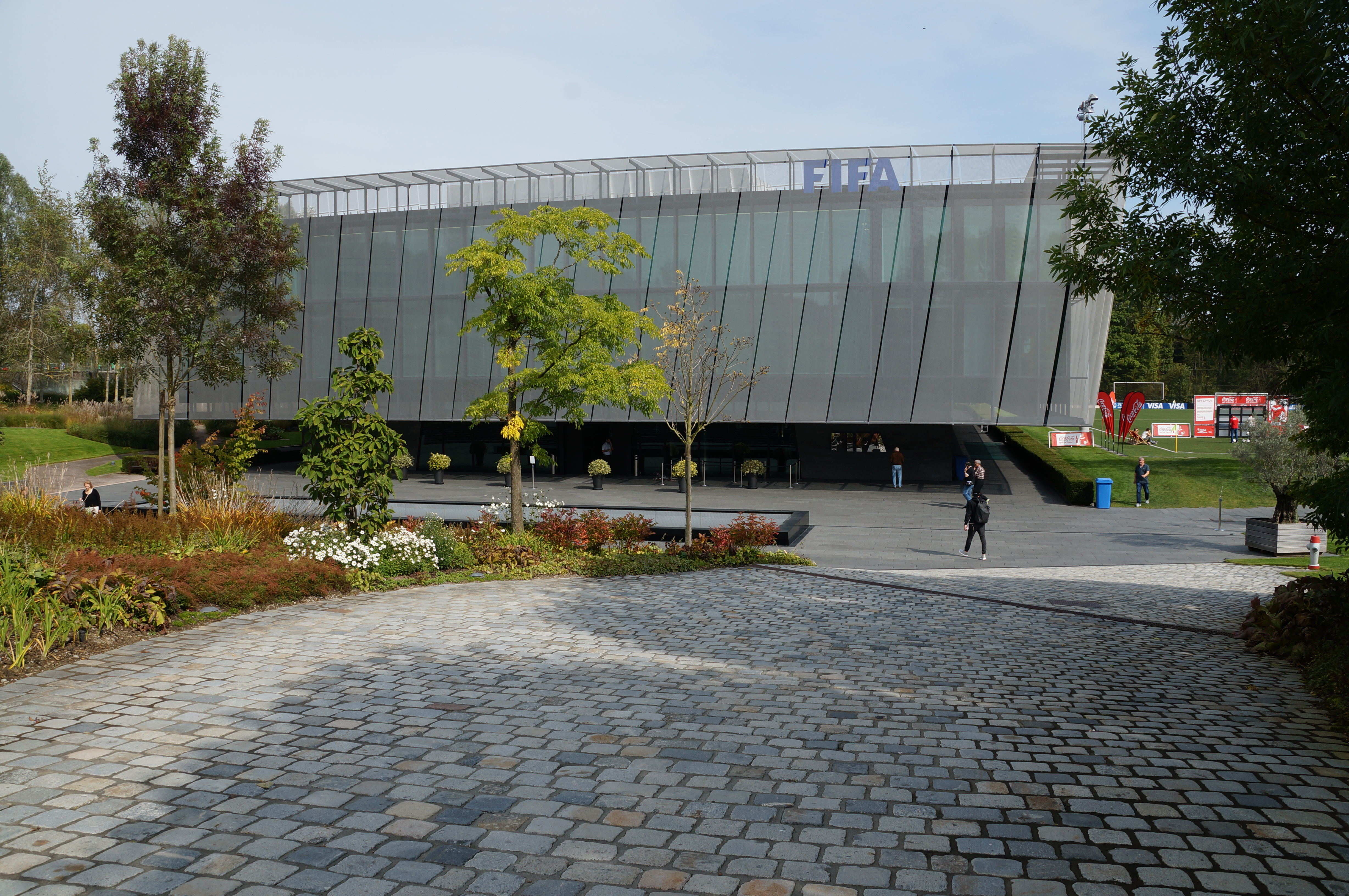
Siège de la FIFA, à Zurich.

À la suite de la mort en cours de mandat de Daniel Burley Woolfall en 1918, le Néerlandais Cornelis Hirschman occupe le poste de président par intérim de 1918 à 1920, maintenant à ses frais la FIFA en activité après la Première Guerre mondiale. Jules Rimet, qui est président de 1920 à 1954, exerce la fonction tout d'abord à titre provisoire jusqu'au 1er mars 1921. Arthur Drewry, président de 1955 à 1961, est tout d'abord président par intérim jusqu'au 9 juin 1956, causé par la mort en cours de mandat de Rodolphe William Seeldrayers. Après Arthur Drewry lui-même mort en cours de mandat aussi, le Suisse Ernst Thommen assure un intérim de six mois.
À la suite du scandale qui a frappé la FIFA en 2015, un congrès devant élire un nouveau président est organisé en février 2016. Sur 209 fédérations, 207 ont le droit de vote (Indonésie et Koweït sont suspendus). Au premier tour Gianni Infantino obtient 88 voix devant le cheikh Salman Al Khalifa, 85 qui était favori, le prince Ali ben Al Hussein 27 voix et Jérôme Champagne 7. Tokyo Sexwale s'était retiré juste avant le vote. Au second tour, Infantino est élu avec 115 voix.
Le titre de président honoraire est décerné, après leur présidence, à Jules Rimet, Stanley Rous et João Havelange.
|         | Période d'activité                 | Durée                                | Portrait | Nom                          | Nationalité   |
| ------- | ---------------------------------- | ------------------------------------ | -------- | ---------------------------- | ------------- |
| 1       | 23 mai 1904 - 4 juin 1906          | 2 ans et 12 jours                    |          | Robert Guérin                | France        |
| 2       | 4 juin 1906 - 24 octobre 1918      | 12 ans, 4 mois et 20 jours           |          | Daniel Burley Woolfall       | Angleterre    |
| Intérim | 24 octobre 1918 - 1er mars 1921    | 2 ans, 4 mois et 5 jours             |          | Cornelis Hirschman           | Pays-Bas      |
| 3       | 1er mars 1921 - 21 juin 1954       | 33 ans, 3 mois et 20 jours           |          | Jules Rimet                  | France        |
| 4       | 21 juin 1954 - 7 octobre 1955      | 1 an, 3 mois et 16 jours             |          | Rodolphe William Seeldrayers | Belgique      |
| 5       | 7 octobre 1955 - 25 mars 1961      | 5 ans, 5 mois et 18 jours            |          | Arthur Drewry                | Angleterre    |
| Intérim | 25 mars 1961 - 28 septembre 1961   | 6 mois et 3 jours                    |          | Ernst Thommen                | Suisse        |
| 6       | 28 septembre 1961 - 11 juin 1974   | 12 ans, 8 mois et 14 jours           |          | Stanley Rous                 | Angleterre    |
| 7       | 11 juin 1974 - 8 juin 1998         | 23 ans, 11 mois et 28 jours          |          | João Havelange               | Brésil        |
| 8       | 8 juin 1998 - 21 décembre 2015     | 17 ans, 6 mois et 13 jours           |          | Sepp Blatter                 | Suisse        |
| Intérim | 21 décembre 2015 - 26 février 2016 | 2 mois et 5 jours                    |          | Issa Hayatou                 | Cameroun      |
| 9       | Depuis le 26 février 2016          | 9 ans, 5 mois et 19 jours (en cours) |          | Gianni Infantino             | Italie Suisse |

## FIFA et éthique
Lors de son 56e congrès (2006), la FIFA a fait de l'éthique l'une de ses priorités. Le thème général de cette campagne est de proposer une meilleure gouvernance et une meilleure transparence dans le monde du football afin de le protéger des dérives qui le menacent : relations entre fédérations et autorités publiques, propriété, influence et contrôle des clubs, transferts de joueurs, agents de joueurs, paris et harmonisation du calendrier, notamment.
En parallèle à cette action, la FIFA s'associe en 2006 à l'opération Unitaid, visant à taxer les billets d'avion afin de financer l'achat de médicaments pour les pays défavorisés. Les ballons de la Coupe du monde de 2006 sont ainsi floqués au nom de cette opération.
La FIFA n'a toutefois pas découvert la notion d'éthique en 2006, et elle mène notamment une campagne sur le fair-play depuis 1978. Autre thème sur lequel la FIFA travaille depuis 1997 : le travail des enfants.
L'Organisation internationale du travail a lancé en 1997 une campagne contre le travail des enfants. L’UNICEF et la FIFA sont notamment également associés à cette campagne. En matière de football, c’est surtout la fabrication des ballons par les enfants qui est visée. Un accord fut signé par la FIFA sur ce point en 1997 concernant le district de Sialkot (Pakistan), particulièrement touché par ce phénomène. Entre 1997 et 2000, le programme a notamment permis de couvrir 95 % des fabricants de ballons de ce district en proposant une éducation à plus de 10 000 enfants. Comme le note les conclusions de l’OIT : « La population du district de Sialkot est désormais bien consciente que le travail des enfants est un fléau social qui doit être éradiqué par tous les moyens dont dispose chaque individu, famille ou communauté. » Depuis 1999, aucun cas de travail d'enfants n'a été signalé dans les ateliers de couture contrôlés. Fort de ce succès, cette opération sur le district de Sialkot fut intensifiée de 2000 à 2003 afin de couvrir 100 % des fabricants de ballons. La FIFA a investi plus d’un million de dollars dans cette opération entre 1997 et 2003. 540 000 dollars supplémentaires y sont investis depuis 2004 afin de mettre en place, notamment, des organismes locaux aptes à donner des soins médicaux.
Depuis le 13 février 2003, la FIFA et l’Organisation internationale du travail mènent une campagne intitulée « Carton rouge au travail des enfants ». Cette campagne de niveau mondial implique notamment d’anciens joueurs tel Roger Milla et se décline sous des formes très variées : marche de protestation ici, concours artistique là, et matches de football ailleurs. En 2006, date de mise en place d’une « journée contre le travail des enfants » (12 juin), le slogan de cette opération est : « La fin du travail des enfants : ensemble nous pouvons le faire ! ».
La FIFA dispose en interne d'un « Code disciplinaire », ensemble de règles qui peuvent conduire la FIFA à sanctionner une personnalité morale ou physique, via la Commission de discipline et la Commission de recours.
La FIFA s'engage également contre le racisme et toutes les formes de discriminations et a élaboré un « guide de bonnes pratiques » où les conduites homophobes sont notamment interdites.
Néanmoins, la décision d'organiser la Coupe du monde de football 2022 au Qatar, pays dans lequel l'homosexualité est toujours criminalisée, a suscité la polémique dans quelques pays et chez certains joueurs comme l'Australien Josh Cavallo.
La situation des droits des femmes au Qatar ainsi que celle des travailleurs étrangers dans la construction des stades et des infrastructures ont également été au centre de certaines critiques internationales lors de cette attribution par la FIFA.

## FIFA et corruption

### Révélations
John Sugden et Alan Tomlinson signent en 1998 FIFA and the contest for world football: who rules the people's game?, ciblant la période 1970-1998.
David Yallop publie en 1999 How they stole the game (Comment ils ont volé le jeu). Il y dénonce notamment la gestion de João Havelange.
Dans la même veine, Andrew Jennings publie en 2006 Carton rouge !, où il dénonce la gestion de Sepp Blatter en reprenant nombre de données déjà publiées par Yallop (élections « truquées » en 1996 et 1998 entre autres).
La FIFA tente, en vain dans les deux derniers cas, de faire interdire la publication des ouvrages.
En 2014, l'ancien président de la fédération anglaise de football David Triesman compare à la Chambre des lords Sepp Blatter à Vito Corleone, et déclare : 
- « La FIFA possède une longue tradition de pots-de-vin, de magouilles et de corruption. La FIFA se conduit comme une famille de mafieux. La corruption a été érigée en système et soutenue par l'absence d'investigations et où la plupart des accusés échappe aux enquêtes. Des douzaines de travailleurs immigrés tués dans la construction des stades au Qatar sont ainsi ignorées »10.

### L'affaire ISL et le système Blatter
La faillite de la société suisse International Sport and Leisure (ISL), en 2001 avec des dettes de plusieurs dizaines de millions d'euros révèle le premier gros scandale de corruption touchant la FIFA. L'entreprise avait obtenu l'exclusivité de la vente des droits marketings de plusieurs Coupes du monde.
Dès l'année 2001, le juge d'instruction du canton de Zoug Thomas Hildbrand, spécialisé dans les crimes et délits économiques, mène son enquête sur la société désormais en faillite ISL. En mai 2002 déjà, le secrétaire général de la FIFA, Michel Zen-Ruffinen, avait publiquement dénoncé les dysfonctionnements au sein de l'association de football et critiqué le « système Blatter ». Un mois plus tard, il était contraint de démissionner.
Les investigations de la justice mènent aux perquisitions dans les bureaux de la FIFA à Zurich en novembre 2005, en raison de forts soupçons de détournement de fonds et de corruption. L’enquête de Michael Garcia accuse directement le président de la FIFA João Havelange et son gendre Ricardo Teixeira, puissant patron du football brésilien de 1989 à 2012 et vice-président de la FIFA. Les deux hommes auraient touché 40 millions d'euros de pots-de-vin dans les années 1990.
La BBC diffuse le 11 juin 2006 un reportage où apparaissent d'anciens employés d'ISL confirmant le versement entre 1982 et 2001 de pots-de-vin aux dirigeants de la FIFA. Sepp Blatter refuse de participer à ce reportage, mais nie les faits. Les équipes de l'émission d'informations BBC Panorama sont mises à l'index par la FIFA, mais les journalistes britanniques de la BBC répliquent le 10 décembre 2006 en diffusant un reportage suivant l'affaire ISL/FIFA et dénoncent également des irrégularités dans les ventes des billets de match pour la Coupe du monde. BBC Panorama poursuit sa série sur la FIFA avec un nouveau reportage diffusé le 22 octobre 2007. L'enquête a été bouclée en 2010 et aucune charge n'a été retenue contre la FIFA ou son président.
À la suite de la désignation de la Russie et du Qatar comme pays organisateurs des coupe du monde 2018 et 2022, de forts soupçons de corruption pèsent sur certains membres du comité exécutif de la FIFA. Soupçons confirmés en 2011 par le bannissement à vie de toute activité liée au football du Qatarien Mohamed Bin Hammam, ce président de la Confédération asiatique étant accusé d'avoir acheté des voix dans le cadre de l'élection présidentielle de l'instance.

### Matchs truqués
En juillet 2011, le New York Times déclenche une nouvelle polémique. Le quotidien met en évidence l’existence de matchs truqués (profitant aux bookmakers), de détournements de fonds, et de corruption au sein de l'organisation (des cadres anglais et australiens se seraient plaints de demandes de pots-de-vin de la part des dirigeants de la FIFA).

### Trafic de billets d'entrées
En 2014, une enquête sur un vaste trafic de billets d'entrées est menée par la police brésilienne. Deux personnes ont été arrêtées mais aucune charge n'a été retenu contre eux, faute de preuves. Le trafic pesait 70 millions de dollars et date des quatre dernières coupes du monde. La société suisse Match Hospitality est un prestataire exclusif de la FIFA, cette société suisse appartient à la société suisse Infront Sports and Media, dirigée par Philippe Blatter, le neveu de Sepp Blatter.

### Arrestations pour racket, blanchiment et corruption
Le 27 mai 2015, sept hauts responsables de la FIFA sont arrêtés par la police à Zurich à l'occasion de leur rencontre annuelle. L'arrestation se produit à la demande des autorités judiciaires américaines et serait le résultat d'une enquête menée durant trois ans par le FBI sur « des faits présumés de racket, blanchiment d'argent et corruption dans le cadre notamment de l'attribution de plusieurs coupes du monde ou de contrats marketing » qui se seraient étalés sur une période de vingt ans. Les autorités judiciaires américaines demandent l'extradition de ces personnes pour les juger aux États-Unis,. Au cours d'une conférence de presse tenue à New York en présence notamment de Loretta Lynch, procureur général des États-Unis, et de James Comey, directeur du FBI, la justice américaine a donné plus d'informations sur les faits reprochés aux personnes arrêtées. Avec cette enquête, la justice américaine entend s’attaquer à « un système vieux de vingt-quatre ans destiné à s’enrichir grâce à la corruption dans le football international ». Plus tôt dans la journée le département de la Justice américain avait publié un texte décrivant une pratique « systémique » et ayant touché « au moins deux générations d’officiels du football, qui ont abusé de leur position pour toucher des pots-de-vin et des commissions occultes de plusieurs millions de dollars ». Le 24 juillet 2015, l'un des principaux sponsors de la FIFA, le groupe bancaire Visa demande la création d'une commission indépendante dans l'affaire de corruption qui touche l'instance. Le groupe bancaire rejoint ainsi d'autres sponsors comme Coca-Cola ou McDonald's qui ont également demandé la création d'une commission indépendante et appelé à une réforme en profondeur de l'institution. Mardi 9 mai 2017, la commission d'enquête a été dissoute par la direction de la FIFA pour cause politique et par le risque de voir d'autres personnes éclaboussées par la corruption.

## Compétitions organisées par la FIFA

### Compétitions masculines
- Coupe du monde de football (depuis 1930)
- Tournoi juniors FIFA/Blue Stars (en) (depuis 1939)[44]
- Coupe du monde de football des moins de 20 ans (depuis 1977)
- Coupe du monde de football des moins de 17 ans (depuis 1985)
- Coupe du monde des clubs de la FIFA (depuis 2000)
- Coupe intercontinentale de la FIFA (depuis 2024)

Autres :
- Coupe du monde de beach soccer (depuis 2005)
- Coupe du monde de futsal FIFA (depuis 1989)

### Compétitions féminines
- Coupe du monde féminine de football (depuis 1991)
- Coupe du monde féminine de football des moins de 20 ans (depuis 2002)
- Coupe du monde féminine de football des moins de 17 ans (depuis 2008)

### Compétitions de jeux vidéo
- FIFAe World Cup (depuis 2004)

### Compétitions co-organisées avec la FIFA
- Tournois olympiques masculins de football
- Tournois olympiques féminins de football
- Tournois masculins de futsal aux Jeux olympiques de la jeunesse (en) (football de 2010 à 2014, futsal depuis 2018)
- Tournois féminins de futsal aux Jeux olympiques de la jeunesse (en) (football de 2010 à 2014, futsal depuis 2018)

### Tenants de titres

Hôtes de toutes les coupes du monde de la FIFA, masculines comme féminines.

| Compétition                      | Hommes                         | Femmes                 |
| -------------------------------- | ------------------------------ | ---------------------- |
| Coupe du monde                   | Argentine (2022)               | Espagne (2023)         |
| Coupe des confédérations         | Allemagne (2017)               | —                      |
| Tournoi olympique                | Espagne (2024)                 | États-Unis (2024)      |
| Coupe du monde U-20              | Uruguay (2023)                 | Corée du Nord (2024)   |
| Coupe du monde U-17              | Allemagne (2023)               | Corée du Nord (2024)   |
| Tournoi olympique de la jeunesse | Brésil (2018)                  | Portugal (2018)        |
| Coupe du monde des clubs         | Chelsea FC (2025)              | —                      |
| Coupe intercontinentale          | Real Madrid (2024)             | —                      |
| Coupe du monde de futsal         | Brésil (2024)                  | —                      |
| Coupe du monde de beach soccer   | Union russe de football (2021) | —                      |
| Tournoi juniors FIFA/Blue Stars  | RB Salzbourg (2024)            | Arsenal FC (2024)      |
| FIFAe World Cup                  | Manuel Bachoore (2023)         | Manuel Bachoore (2023) |

## Sponsors
- Adidas[45]
- Coca-Cola[46]
- Hyundai/Kia Motors[47]
- Visa[48]
- Wanda Group[49]
- Qatar Airways[50]
- Crypto.com

### Documentaire
- Daniel Gordon, Fifa : ballon rond et corruption, Netflix, 2022.